# Quetschkante
Die Quetschkante oder Quetschfalte bzw. Quetsche bei Verbrennungsmotoren ist die kleinste Distanz zwischen der Quetschfläche im Zylinderkopf und dem Kolbenboden, wenn der Kolben sich im oberen Totpunkt (OT) befindet. Die Quetschkante befindet sich meistens am äußeren Rand der Zylinderbohrung an der Zylinderwand.
Bei der Aufwärtsbewegung des Kolbens entsteht durch die Quetschkante eine bessere Verwirbelung des Kraftstoff-Luft-Gemischs und somit eine bessere Verbrennung. Der Brennraum ist im Bereich der Quetschkante so geformt, dass der Kolbenboden im oberen Totpunkt dort einen sehr geringen Abstand nach oben hat, der Kolben also fast anstößt; dann weicht das Kraftstoff-Luft-Gemisch in Zonen des Brennraums mit größerem Abstand zum Kolbenboden aus, verwirbelt also. Man spricht auch von konzentrisch oder einseitig eingezogenem Brennraum. Die Quetschkante ist keine Distanz (Länge), sondern eine Form des Brennraums.